# 山錦喜章
山錦 喜章（やまにしき よしあき、1965年5月22日 - ）は、静岡県伊豆市出身で出羽海部屋に所属した元大相撲力士。本名は冨安 喜章（とみやす よしあき）（旧姓は山崎）。身長174cm、体重141kg。現在は日本相撲協会営繕部職員。得意技は突き、押し。血液型はB型。最高位は西十両10枚目。

## 来歴
伊豆市立修善寺中学校ではバレーボール部に所属しており、ポジションはセンターセッターを務めた。「お前は野球の選手か力士にしたかった」と日頃から言っていた父親が亡くなったのを機に角界への入門を決意し、元出羽海部屋の力士に出羽海部屋を紹介されたので、中学校卒業後に出羽海部屋に入門した。1981年3月場所に15歳で初土俵を踏む。初土俵から約4年で幕下に昇進するが、幕下では一進一退の状況が続き、なかなか幕下上位に定着できなかった。しかし、1989年1月場所に幕下優勝を果たしてからは幕下上位に定着する。そして、1990年11月場所に十両に昇進した。新十両の場所は8勝7敗と勝ち越したが、翌1991年1月場所は2勝13敗と大敗し幕下に陥落。幕下陥落以降は幕下下位で相撲を取ることが多くなり、1992年11月場所には三段目に陥落。1993年1月場所に27歳で廃業した。廃業後は日本相撲協会の営繕部に勤務しており、国技館の太鼓櫓の櫓組みを手伝っていた。また、危険物取扱者の取得に必要な高校卒業資格を取得するため、東京都立一橋高等学校の定時制に通っていた。

## 主な成績
- 通算成績：266勝247敗 勝率.519
- 十両成績：10勝20敗 勝率.333
- 現役在位：72場所
- 十両在位：2場所
- 各段優勝
  - 幕下優勝：1回（1989年1月場所）

### 場所別成績
| | 一月場所 初場所（東京）   | 三月場所 春場所（大阪） | 五月場所 夏場所（東京） | 七月場所 名古屋場所（愛知） | 九月場所 秋場所（東京） | 十一月場所 九州場所（福岡） |
| --- | ------------------------- | ----------------------- | ----------------------- | --------------------------- | ----------------------- | --------------------------- |
| 1981年 （昭和56年） | x                         | （前相撲）              | 西序ノ口17枚目 4–3      | 東序二段121枚目 3–4         | 東序二段138枚目 4–3     | 西序二段114枚目 6–1         |
| 1982年 （昭和57年） | 西序二段47枚目 3–4        | 東序二段63枚目 3–4      | 東序二段81枚目 5–2      | 東序二段43枚目 6–1          | 西三段目87枚目 2–5      | 西序二段2枚目 3–4           |
| 1983年 （昭和58年） | 西序二段19枚目 5–2        | 東三段目79枚目 6–1      | 西三段目26枚目 3–4      | 東三段目42枚目 3–4          | 東三段目57枚目 6–1      | 西三段目10枚目 3–4          |
| 1984年 （昭和59年） | 東三段目26枚目 3–4        | 東三段目43枚目 4–3      | 東三段目24枚目 5–2      | 西幕下54枚目 3–4            | 西三段目6枚目 4–3       | 東幕下51枚目 3–4            |
| 1985年 （昭和60年） | 西三段目4枚目 5–2         | 西幕下41枚目 4–3        | 東幕下29枚目 4–3        | 西幕下22枚目 4–3            | 西幕下17枚目 2–5        | 西幕下36枚目 4–3            |
| 1986年 （昭和61年） | 東幕下24枚目 4–3          | 西幕下16枚目 5–2        | 東幕下8枚目 4–3         | 西幕下5枚目 3–4             | 西幕下10枚目 4–3        | 東幕下5枚目 3–4             |
| 1987年 （昭和62年） | 東幕下9枚目 2–5           | 西幕下26枚目 3–4        | 西幕下36枚目 3–4        | 東幕下45枚目 5–2            | 東幕下28枚目 4–3        | 西幕下16枚目 3–4            |
| 1988年 （昭和63年） | 西幕下24枚目 3–4          | 西幕下32枚目 2–5        | 西幕下57枚目 4–3        | 東幕下45枚目 5–2            | 西幕下26枚目 3–4        | 東幕下38枚目 4–3            |
| 1989年 （平成元年） | 東幕下31枚目 優勝 7–0     | 東幕下4枚目 3–4         | 西幕下8枚目 2–5         | 東幕下23枚目 4–3            | 東幕下16枚目 3–4        | 東幕下24枚目 5–2            |
| 1990年 （平成2年） | 西幕下12枚目 3–4          | 東幕下20枚目 4–3        | 東幕下13枚目 5–2        | 東幕下7枚目 4–3             | 西幕下3枚目 5–2         | 東十両13枚目 8–7            |
| 1991年 （平成3年） | 西十両10枚目 2–13         | 東幕下12枚目 4–3        | 西幕下9枚目 2–5         | 東幕下25枚目 3–4            | 西幕下34枚目 3–4        | 西幕下41枚目 3–4            |
| 1992年 （平成4年） | 西幕下52枚目 4–3          | 東幕下40枚目 4–3        | 西幕下30枚目 4–3        | 西幕下20枚目 2–5            | 西幕下38枚目 0–7        | 西三段目13枚目 2–5          |
| 1993年 （平成5年） | 西三段目35枚目 引退 6–1–0 | x                       | x                       | x                           | x                       | x                           |
| 各欄の数字は、「勝ち-負け-休場」を示す。 優勝 引退 休場 十両 幕下 三賞：敢=敢闘賞、殊=殊勲賞、技=技能賞 その他：★=金星 番付階級：幕内 - 十両 - 幕下 - 三段目 - 序二段 - 序ノ口 幕内序列：横綱 - 大関 - 関脇 - 小結 - 前頭（「#数字」は各位内の序列） |                           |                         |                         |                             |                         |                             |

## 改名歴
- 山崎 喜章（やまざき よしあき）1981年3月場所 - 1987年1月場所
- 山錦 喜章（やまにしき よしあき）1987年3月場所 - 1993年1月場所